# Lasioglossum abanci
Lasioglossum abanci là một loài Hymenoptera trong họ Halictidae. Loài này được Crawford mô tả khoa học năm 1932.